# Hroši Brno
Cardion Hroši Brno jsou baseballový sportovní klub. Od roku 2010 hrají nejvyšší soutěž - Českou baseballovou extraligu. Klub hraje svá domácí utkání v Areálu Hroch v Brně-Komíně. Klub je registrován jako občanské sdružení.
Zakladatelem klubu je bývalý reprezentant a extraligový hráč Draků Brno a MZLU Express Brno Tomáš Ovesný, který byl i u založení předchůdce klubu - mládežnické Malé baseballové ligy. Ta se postupně transformovala do mládežnického klubu Hroši Brno. Sloučením s kluby "Hadi Brno" a "Chimney Boys" byla aktivována i kategorie dospělých, která byla v roce 2012 doplněna některými hráči zaniklého MZLU Express Brno.

## Milníky

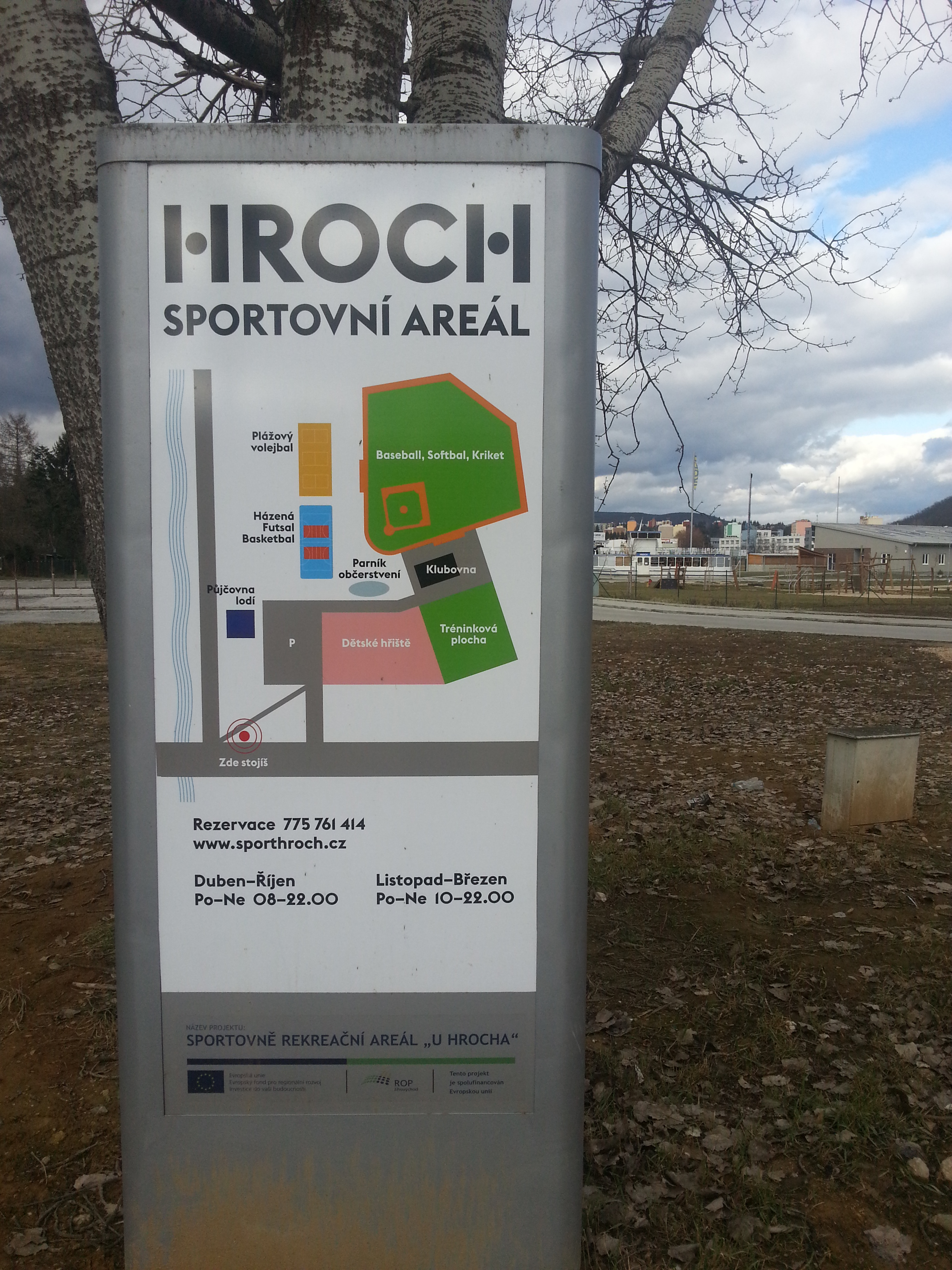
Vstup do areálu Hroch

- 1998 - Založení mládežnické Malé Baseballové Ligy
- 1999 - Otevření baseballového areálu v Komíně
- 2001 - Založení klubu Hadi Brno (kategorie žáci)
- 2003 - Otevření baseballového hřiště na Hádech v Brně - Vinohradech (Hadi Brno)
- 2003 - Sloučení části Malé Baseballové Ligy do mládežnického baseballového klubu Hroši Brno
- 2003 - První Hroch nastupuje v reprezentaci ČR a získává titul mistra Evropy (Tomáš Macík - kategorie žáci)
- 2004 - Sloučení mužských týmů Hadi Brno a Chimney Boys do jednoho klubu - Hroši Brno
- 2005 - Postup mužského A - týmu do Českomoravské ligy
- 2007 - První celorepublikový mistrovský titul týmu (kategorie žáci)
- 2009 - První "double" Hrochů. Mladší kadeti vyhrávají pohár ČR a získávají mistrovský titul
- 2009 - Muži A vítězí v Českomoravské lize a následně v baráži a postup do Extraligy
- 2010 - Muži A nastupují v Extralize ČR
- 2010 - Muži A postupují do play off Extraligy ČR
- 2011 - Muži B postupují do Českomoravské ligy
- 2013 - Tři hráči získávají titul mistrů Evropy (Dan Krejčí, Tomáš Zachoval, Tomáš Oppelt - kategorie žáci)
- 2013 - Dan Ondroušek, Vojta Menšík a Dan Štoudek postupují na světové finále Little a Junior League (USA) v doprovodu našich trenérů Petra Novotného a Michala Body
- 2013 - Jakub Ondráček vybrán na soustředění MLB
- 2014 - Dokončena výstavba Sportovního areálu Hroch
- 2015 - Slavnostní otevření Sportovního areálu Hroch, první sezóna v novém, organizace All Star Game
- 2016 - Navýšení členské základny, Na MČR jsme získali 2x 2.místo a 2x 3.místo.
- 2017 - Titul NEJLEPŠÍ MLÁDEŽNICKÝ KLUB (Mistři U7, U9, U10, 2.místo U8, U11, U13, U18, U21, 4.místo U15)
- 2018 - Dokončení stavby pálkařské haly. Adam Jacques draftován v 38. kole draftu MLB za Cincinnati Reds - 1. hráč v ČR
- 2019 - Titul MČR pro U18, U11 a U10 - všechny mládežnické kategorie získaly medaili na MČR - dosavadní rekord
- 2020 - Covid omezil start soutěží, EXL bez cizinců.
- 2021 - Vojtěch Menšík je prvním hráčem z České republiky účastnící se College World Series. Na podzim poté získává profesionální smlouvu s klubem Los Angels Angels.
- 2022 - Historicky první postup do finále EXL
- 2023 - Třetí místo v EXL, účast našich hráčů na WBC. Stavba přetlakové haly - zvýšení tréninkových kapacit v zimě
- 2024 - Vicemistr EXL

## Klubové trofeje
- Vítěz Českomoravské ligy (muži A) - 2009
- Mistr ČR žáků - 2007
- Mistr ČR ml. kadetů - 2009
- Vítěz poháru ČR ml. kadetů - 2009, 2013
- Vítěz poháru ČR kadetů - 2006, 2011
- Vítěz Tuscany series - 2009 (mezinárodní turnaj, Itálie, ml. kadeti)
- Vítěz poháru ČR u13 - 2017
- Vítěz turnaje s mezinárodní účastí - Warm up cup (muži A) - 2012
- Vítěz Turnaje přátelství s mezinárodní účastí (žáci) - 2012
- Vítěz turnaje s mezinárodní účastí - Z-cup (žáci) - 2012

## Týmy a soutěže
- Muži A - Česká baseballová extraliga
- Muži B - 1. Liga
- Muži C - oblastní přebor
- Junioři U21 - Extraliga U21
- Junioři U18 - Extraliga U18
- Kadeti - oblastní přebor U15
- Mladší kadeti - oblastní přebor U13
- Žáci - oblastní přebor U11
- Mladší žáci - oblastní přebor U9
- Přípravka - oblastní přebor U7